# Роденго
Роденго, Роденґо (італ. Rodengo) — муніципалітет в Італії, у регіоні Трентіно-Альто-Адідже,  провінція Больцано.
Роденго розташоване на відстані близько 550 км на північ від Рима, 95 км на північний схід від Тренто, 45 км на північний схід від Больцано.
Населення — 1195 осіб (2014).

## Демографія
Населення за роками:

Станом на 1 січня 2023 року в муніципалітеті офіційно проживало 55 іноземців з 13 країн, серед них 40 громадян країн Євросоюзу та 4 громадяни України.

## Сусідні муніципалітети
- К'єнес
- Лузон
- Нац-Шіавес
- Ріо-ді-Пустерія
- Сан-Лоренцо-ді-Себато
- Вандоїєс